# Sayaka Kurara
Sayaka Kurara (玖麗 さやか, Kurara Sayaka, nascida em 20 de junho de 2000) é uma lutadora profissional japonesa. Ela trabalha atualmente para a World Wonder Ring Stardom, onde ela é membro do grupo Cosmic Angels.

## Carreira na luta livre profissional

### World Wonder Ring Stardom (2023–presente)
Em março de 2023, Kurara se juntou à World Wonder Ring Stardom como trainee. Ela fez sua estreia oficial no ringue no Stardom New Blood 12, em 25 de dezembro de 2023, onde enfrentou Saya Kamitani.
Em 15 de março de 2025, Kurara venceu o Torneio Cinderella da Stardom de 2025 após derrotar Rina na final. No Stardom All Star Grand Queendom 2025, ela derrotou Thekla na última luta de Thekla na empresa. Em uma entrevista pós-luta, ela sinalizou sua intenção de lutar pelo World of Stardom Championship como parte do desejo de vencedora do Torneio Cinderella. Em 10 de maio de 2025, Kurara tentou, mas não teve sucesso, ao desafiar Kamitani pelo World of Stardom Championship no Korakuen Hall.

## Títulos e prêmios
- World Wonder Ring Stardom
  - Torneio Cinderella (2025)
- Prêmios de Fim de Ano da Stardom (1 vez)
  - Prêmio de Melhor Unidade (2024) - como parte do Cosmic Angels com Tam Nakano, Natsupoi, Saori Anou, Yuna Mizumori e Aya Sakura